# Rădăcina penisului
Rădăcina penisului, de formă triradiată, este formată dintr-o teacă divergentă, câte una pe ambele părți și, median, bulbul uretral. 
Fiecare teacă este acoperită de mușchiul ischiocavernos, în timp ce bulbul uretral este înconjurat de mușchiul bulbospongios. 
Rădăcina penisului se află în perineu între fascia inferioară a diafragmei urogenitale și fascia Colles. 
Pe lângă faptul că este atașată de fascie și ramura pubiană, rădăcina penisului este legată de partea frontală a simfizei pubiene prin ligamentele fundiform și suspensor. 
- Ligamentul fundiform se întinde din fața tecii rectus abdominis și a liniei alba; se împarte în doi fasciculi care înconjoară rădăcina penisului.
- Fibrele superioare ale ligamentului suspensor coboară de la capătul inferior al liniei alba, iar fibrele inferioare coboară din simfiza pubiană; împreună formează o bandă fibroasă puternică, care se extinde pe suprafața superioară a rădăcinii, unde se combină cu teaca fascială a organului.